# سارالانج (کوتایک)
سارالانج (به ارمنی: Սարալանջ) یک شهرک در ارمنستان است که در استان کوتایک واقع شده‌است.  در  کیلومتری شمال گیومری، مرکز استان شیراک واقع شده است.  در  کیلومتری شمال 	هرازدان، مرکز استان کوتایک واقع شده است.

## خصوصیات
سارالانج ۴٫۵۷ کیلومترمربع مساحت و ۳۳۹ نفر جمعیت دارد و در ارتفاع  متر بالاتر از سطح دریا قرار گرفته است.